# Ismael Borrero
Ismael Borrero, född 6 januari 1992, är en kubansk brottare som vann guld i 59 kg grekisk-romersk stil vid Olympiska sommarspelen 2016.